# Cros-de-Montvert
Cros-de-Montvert – miejscowość i gmina we Francji, w regionie Owernia-Rodan-Alpy, w departamencie Cantal.
Według danych na rok 1990 gminę zamieszkiwało 261 osób, a gęstość zaludnienia wynosiła 9 osób/km² (wśród 1310 gmin Owernii Cros-de-Montvert plasuje się na 591. miejscu pod względem liczby ludności, natomiast pod względem powierzchni na miejscu 231.).